# Quis ut Deus?
Quis ut Deus? (ou Quis sicut Deus?), uma frase latina que significa "Quem [é] como Deus?", é uma tradução literal do nome Michael (em hebraico:  מִיכָאֵל, transliterado Micha'el ou Mîkhā'ēl ).

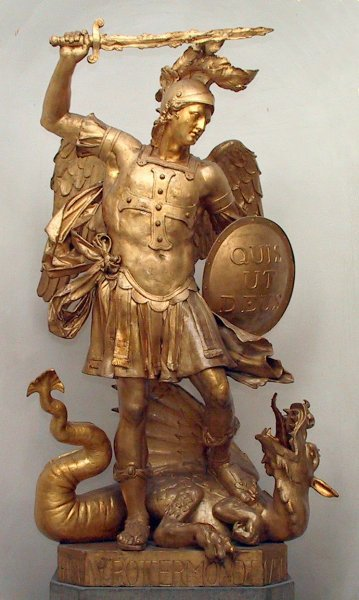
Estátua do Arcanjo Miguel matando um dragão (interpretado como Satanás). A inscrição no escudo diz: Quis ut Deus. Corredor da Universidade de Bonn, Alemanha.

A frase Quis ut Deus? está particularmente associado ao Arcanjo Miguel.   Na arte, São Miguel é frequentemente representado como um guerreiro angelical, totalmente armado com capacete, espada e escudo, enquanto supera Satanás, às vezes representado como um dragão e às vezes como uma figura humana. O escudo às vezes traz a inscrição: Quis ut Deus ,  a tradução do nome do arcanjo, mas capaz também de ser vista como sua pergunta retórica e desdenhosa a Satanás. 
O Escapulário de São Miguel Arcanjo também traz esta frase. 